# Nolana
Nolana  es un género de plantas de la familia de las solanáceas (Solanaceae). Comprende 85-89 especies, nativas de las zonas costeras de Chile: 42-47 de Chile. y Perú. Es el único género de la tribu Nolaneae.
Es el único género de la familia cuyos frutos están compuestos por mericarpios, aunque las flores y otras partes de su morfología son similares a las de otras especies de la familia. Parece estar estrechamente emparentada con Lycium y Grabowskia.

## Especies
Las especies de este género son:
- Nolana acuminata
- Nolana adansonii
- Nolana aenigma
- Nolana albescens
- Nolana aplocaryoides
- Nolana arenicola
- Nolana arequipensis
- Nolana baccata
- Nolana balsamiflua
- Nolana carnosa
- Nolana chancoana
- Nolana chapiensis
- Nolana clivicola
- Nolana coelestis
- Nolana crassulifolia
- Nolana deflexa
- Nolana dianae
- Nolana divaricata
- Nolana elegans
- Nolana filifolia
- Nolana flaccida
- Nolana foliosa
- Nolana galapagensis
- Nolana glauca
- Nolana gracillima
- Nolana humifusa (Gouan) I.M. Johnst. - chaves del Perú[6]
- Nolana incana
- Nolana inconspicua
- Nolana inflata
- Nolana intonsa
- Nolana jaffuelii
- Nolana lachimbensis
- Nolana laxa
- Nolana leptophylla
- Nolana lezamae
- Nolana linearifolia
- Nolana lycioides
- Nolana mollis
- Nolana onoana
- Nolana paradoxa
- Nolana parviflora
- Nolana patula
- Nolana peruviana
- Nolana philippiana
- Nolana pterocarpa
- Nolana ramosissima
- Nolana reichei
- Nolana rhombifolia
- Nolana rostrata
- Nolana rupicola
- Nolana salsoloides
- Nolana scaposa
- Nolana sedifolia
- Nolana sessiliflora
- Nolana sphaerophylla
- Nolana stenophylla
- Nolana tarapacana
- Nolana tocopillensis
- Nolana werdermannii
- Nolana villosa

## Sinonimia
- Alibrexia, Aplocarya, Bargemontia, Dolia, Gubleria, Leloutrea, Neudorfia, Osteocarpus, Pachysolen, Periloba, Rayera, Sorema, Teganium, Tula, Velpeaulia, Walberia, Zwingera